# Monster Musume
Monster Musume (jap. モンスター娘のいる日常 Monsutā musume no iru nichijō) – manga autorstwa Okayado, publikowana na łamach magazynu „Gekkan Comic Ryū” wydawnictwa Tokuma Shoten od marca 2012. Na jej podstawie studio Lerche wyprodukowało serial anime, który emitowano od lipca do września 2015.
W Polsce prawa do dystrybucji mangi nabyło wydawnictwo Studio JG.

## Fabuła
Trzy lata temu ujawniono że mityczne stworzenia takie jak centaury, syreny, harpie i lamie istnieją naprawdę. W następstwie tego rząd japoński uchwalił ustawę o międzygatunkowej wymianie kulturalnej, a istoty te, znane jako „legendariae”, stały się częścią ludzkiego społeczeństwa, żyjąc ze zwykłymi rodzinami, podobnie jak studenci z wymiany zagranicznej lub goście au pair. Obu stron dotyczą jednak pewne ograniczenia takie jak zakaz stosowania przemocy i prokreacji.
Kimihito Kurusu jest zwyczajnym nastolatkiem, który początkowo nie ma żadnego związku z programem wymiany, jednak kiedy przez pomyłkę pod jego drzwi zostaje dostarczona lamia imieniem Miia, nie może się zmusić do odesłania jej i pozwala jej zamieszkać w swoim domu, korzystając z dłuższej nieobecności rodziców. Z biegiem czasu wprowadzają się nie niego kolejne potworzyce, które pojawiają się mniej lub bardziej przypadkowo, między nimi a Kimihito zaczyna rodzić się zaś uczucie.

## Bohaterowie
- Kimihito Kurusu (jap. 来留主 公人 Kurusu Kimihito)

Seiyū: Junji Majima 
- Miia (jap. ミーア Mīa)

Seiyū: Sora Amamiya 
- Papi (jap. パピ)

Seiyū: Ari Ozawa 
- Centorea Shianus (jap. セントレア・シアヌス Sentorea Shianusu)

Seiyū: Natsuki Aikawa 
- Suu (jap. スー Sū)

Seiyū: Mayuka Nomura 
- Meroune Lorelei (jap. メロウヌ・ローレライ Merounu Rōrerai)

Seiyū: Haruka Yamazaki 
- Rachnera Arachnera (jap. ラクネラ・アラクネラ Rakunera Arakunera)

Seiyū: Sakura Nakamura 
- Lala (jap. ララ Rara)

Seiyū: Ai Kakuma 
- Kuroko Smith (jap. 墨須黒子 Sumisu Kuroko)

Seiyū: Yū Kobayashi 

## Manga
Pierwowzór Monster Musume został opublikowany w 2011 roku w antologii magazynu „Comic Ryu” zatytułowanej Comic Kemomo 02. Pierwszy rozdział serii ukazał się zaś 19 marca 2012 w magazynie „Gekkan Comic Ryū”. Następnie wydawnictwo Tokuma Shoten rozpoczęło zbieranie rozdziałów do wydań w formacie tankōbon, których pierwszy tom ukazał się 13 września tego samego roku. Według stanu na 13 marca 2024, do tej pory wydano 19 tomów.
W Polsce seria ukazuje się nakładem wydawnictwa Studio JG.
| Nr | Język japoński       | Język japoński          | Język polski         | Język polski           |
| Nr | Data wydania         | ISBN                    | Data wydania         | ISBN                   |
| -- | -------------------- | ----------------------- | -------------------- | ---------------------- |
| 1  | 13 września 2012     | ISBN 978-4-19-950306-1  | 8 sierpnia 2015      | ISBN 978-83-8001-069-7 |
| 2  | 13 lutego 2013       | ISBN 978-4-19-950324-5  | 26 października 2015 | ISBN 978-83-8001-088-8 |
| 3  | 13 lipca 2013        | ISBN 978-4-19-950347-4  | 31 grudnia 2015      | ISBN 978-83-8001-103-8 |
| 4  | 13 listopada 2013    | ISBN 978-4-19-950362-7  | 15 marca 2016        | ISBN 978-83-8001-114-4 |
| 5  | 13 marca 2014        | ISBN 978-4-19-950386-3  | 16 czerwca 2016      | ISBN 978-83-8001-126-7 |
| 6  | 13 września 2014     | ISBN 978-4-19-950412-9  | 29 sierpnia 2016     | ISBN 978-83-8001-152-6 |
| 7  | 13 marca 2015        | ISBN 978-4-19-950441-9  | 18 listopada 2016    | ISBN 978-83-8001-170-0 |
| 8  | 12 sierpnia 2015     | ISBN 978-4-19-950465-5  | 2 lutego 2017        | ISBN 978-83-8001-185-4 |
| 9  | 13 lutego 2016       | ISBN 978-4-19-950492-1  | 30 marca 2017        | ISBN 978-83-8001-199-1 |
| 10 | 13 czerwca 2016      | ISBN 978-4-19-950513-3  | 26 stycznia 2018     | ISBN 978-83-8001-265-3 |
| 11 | 12 listopada 2016    | ISBN 978-4-19-950535-5  | 10 maja 2018         | ISBN 978-83-8001-305-6 |
| 12 | 13 kwietnia 2017     | ISBN 978-4-19-950560-7  | 19 października 2018 | ISBN 978-83-8001-347-6 |
| 13 | 13 października 2017 | ISBN 978-4-19-950590-4  | 25 stycznia 2019     | ISBN 978-83-8001-396-4 |
| 14 | 13 czerwca 2018      | ISBN 978-4-19-950630-7  | 19 czerwca 2019      | ISBN 978-83-8001-451-0 |
| 15 | 13 czerwca 2019      | ISBN 978-4-19-9506-56-7 | 26 maja 2020         | ISBN 978-83-8001-553-1 |
| 16 | 12 czerwca 2020      | ISBN 978-4-19-950708-3  | 17 marca 2022        | ISBN 978-83-8001-902-7 |
| 17 | 11 czerwca 2021      | ISBN 978-4-19-950742-7  | —                    |                        |
| 18 | 13 lutego 2023       | ISBN 978-4-19-950802-8  | —                    |                        |
| 19 | 13 marca 2024        | ISBN 978-4-19-950848-6  | —                    |                        |

Czteropanelowa antologia zilustrowana przez różnych artystów, zatytułowana Monster musume no iru nichijō 4-koma Anthology (jap. モンスター娘のいる日常　4コマアンソロジー), ukazuje się od 12 sierpnia 2015.
| Nr | Data wydania (język japoński) | ISBN (język japoński)  |
| -- | ----------------------------- | ---------------------- |
| 1  | 12 sierpnia 2015              | ISBN 978-4-19-950467-9 |
| 2  | 12 września 2015              | ISBN 978-4-19-950469-3 |
| 3  | 13 lutego 2016                | ISBN 978-4-19-950494-5 |
| 4  | 13 lutego 2016                | ISBN 978-4-19-950495-2 |
| 5  | 13 lutego 2020                | ISBN 978-4-19-950697-0 |
| 6  | 13 lutego 2020                | ISBN 978-4-19-950698-7 |

## Anime
We wrześniu 2014 strona internetowa Monster Musume przeprowadziła serię sondaży, w których pytano, co czytelnicy chcieliby zobaczyć w adaptacji anime. 12 marca 2015 ogłoszono, że premiera serialu odbędzie się w lipcu tego samego roku. Za produkcję odpowiadało studio Lerche, za reżyserię Tatsuya Yoshihara, a za scenariusz Kazuyuki Fudeyasu. Motywem otwierającym jest „Saikōsoku Fall in Love”, końcowym zaś „Hey! Smith!!”. Seria była emitowana od 7 lipca do 22 września 2015 w stacjach Tokyo MX, Sun TV, KBS, BS11 i AT-X.
12 listopada 2016 został wydany odcinek OVA, który dołączono do 11. tomu mangi. Druga OVA została dołączona do kolejnego komu, który ukazał się 13 kwietnia 2017.

### Lista odcinków
| №     | Tytuł                                                                | Premiera          |
| ----- | -------------------------------------------------------------------- | ----------------- |
| 1     | Ramia no iru nichijō (ラミアのいる日常)                              | 7 lipca 2015      |
| 2     | Hāpī to kentaurosu no iru nichijō (ハーピーとケンタウロスのいる日常) | 14 lipca 2015     |
| 3     | Abunai jijō na nichijō (アブない事情な日常)                          | 21 lipca 2015     |
| 4     | Suraimu no iru nichijō (スライムのいる日常)                          | 28 lipca 2015     |
| 5     | Ningyo no iru nichijō (人魚のいる日常)                               | 4 sierpnia 2015   |
| 6     | Dappi to sanran suru nichijō (脱皮と産卵する日常)                    | 11 sierpnia 2015  |
| 7     | MON to arakune no iru nichijō (MONとアラクネのいる日常)              | 18 sierpnia 2015  |
| 8     | Taichō furyō na nichijō (体調不良な日常)                             | 25 sierpnia 2015  |
| 9     | Kyōhakujō ga kita nichijō (脅迫状が来た日常)                         | 1 września 2015   |
| 10    | Dī no iru nichijō (Dのいる日常)                                      | 8 września 2015   |
| 11    | Durahan no iru nichijō (デュラハンのいる日常)                        | 15 września 2015  |
| 12    | Monsutā musume-tachi no iru nichijō (モンスター娘たちのいる日常)     | 22 września 2015  |
| OVA 1 | Jimu de pūru na nichijō (ジムでプールな日常)                         | 11 listopada 2016 |
| OVA 2 | Rakunera ga inaku naru nichijō (ラクネラがいなくなる日常)            | 13 kwietnia 2017  |